# 解放 (アルバム)
『解放』（かいほう）は、日本の声優である青山なぎさの1枚目のオリジナル・アルバム。
2024年10月16日にLaunch Vehicleからリリースされ、プロデューサーと作詞は青山、サウンドプロデューサーは木原良輔が担当し、デジタル・シングルとしてリリースされた「解放」と「キミと」を含めた全10曲が収録されている。

## 背景
幼少期にモーニング娘。の「LOVEマシーン」をちゃぶ台の上でリズムを取りながら歌って踊っている青山の姿を見た実母が、「この子はいける！」と確信したことがきっかけでバレエに打ち込み、中学1年生の元旦に、ONE OK ROCKの「キミシダイ列車」を聴いたことがきっかけで、ロックに目覚め軽音楽部に所属し、教師への対抗心からバンド活動も行っていた。
小学生時代から父の影響で、毎日のようにNHKニュースを見ていたことで、紛争関係に興味を持ち、その分野について学べる中央大学総合政策学部に進学したものの、入学直後に青山が所属を希望していた目加田説子のゼミが目加田の海外出張で所属可能となる2年時に休講なったことがきっかけで、「何か夢中になれることを見つけよう」とミュージカルサークルとアカペラサークルに所属したが、ミュージカルやアカペラともに完成度が高ければ高いほど達成感があることから、向上心が湧いたもののサークル内が真剣にやりたい派と楽しくやりたい派によく分かれていたこと、仕事ではないため自身の考えを強要できないことからプロの世界を志し、大学2年生の終わりに、斎藤 渚（さいとう なぎさ）名義で、大学生を対象としたミスコンテスト『MISS CIRCLE CONTEST 2019』に参加し、準グランプリを獲得した。
その後、ラブライブ!シリーズの大ファンである従姉妹の影響で青山自身もファンになったことがきっかけとなり、メディアミックス作品群『ラブライブ!スーパースター!!』の一般公募オーディションに合格し、2020年12月14日に、アミューズの子会社で、ライブ・ビューイング・ジャパン内あるマネージメントオフィスのApollo Bayへ所属となったことが発表され、2021年の春に同作の葉月恋役で声優デビューを果たした。
2023年に行われた青山のバースデーイベント『青山なぎさ BIRTHDAY EVENT 2023』を大阪と横浜で開催するにあたり、生バンドでカバーが曲を披露したものの、原曲のイメージを大切にしつつも自分なりの歌い方を取り入れることで「自分のオリジナル曲だったらもっと好きな感じで歌えるし、音楽を通して自分を表現するのもいいかも」と思うようになったことと、Apollo Bayの社長から「アーティスト活動をやってみたらどう？」と助言を受けたことで、2023年11月から本格的にアルバム制作の話が進んでいったという。こうして、青山が26歳の誕生日を迎えた2024年5月16日に、Apollo Bay内のレーベル『Launch Vehicle』からソロアーティストプロジェクト活動が開始されることが発表され、同日にデジタル・シングル「解放」をリリースした。

## 制作
本作のプロデューサーは青山が担当している。青山はセルフプロデュースだということにまったく気づかなかったとしたうえで、「『自分が歌うんだったらこうしたいな』っていうことをただお伝えさせていただいただけなんです。せっかくやるなら自分が納得するものを妥協せずにやりたいと思って、今回は作詞も全部自分でやらせていただいたんですけど、それも伝えたいことを自分の言葉で直接伝えたほうが応援してくださる方の心にも届きやすいんじゃないかなと思ったから」と語っている。また、楽曲に関しては、作詞は青山がすべて手がけ、作曲に関しては、コンペで事前に用意した10数曲のうち、青山が名前を見ずに曲だけ聴いて、気に入ったものを選出するという方式を取り、その中から青山が細かい要望を伝え、一緒に制作していくという形で進行した。
青山は、シングルが先かアルバムが先に出すべきか、かなり悩んだと懐古しており、自身の実年齢からアーティスト活動を始めていくってなった際に、何よりもライブを早くやりたいという思いが大きかったといい、「最初からアルバムを作って、少しでも早く皆さんにお会いして、直接歌声を届けたいと思って制作を始めました」と語っている。

## 構成
アルバムのコンセプトは「なんでもあり」と語っており、「今ファンの方はどっちの路線でいくのか迷っている状況なのかなって。実はその状況は私が狙っていた作戦なんです。アルバムにはいろんなジャンルを散りばめているので、全曲聴いたらもうお腹いっぱいになってもらいたいですね」とコメントしている。選曲に関しても、それぞれの楽曲のバランスを考慮したうえで、スタッフと一緒にミーティングを設けて熟考し、何回も入れ替えをした結果、最終的に今回の曲順になったとコメントしている。

## リリース
本作は2024年10月16日にLaunch Vehicleから、CDに加え、「解放」のミュージック・ビデオと「DOCUMENTARY of 解放」が収録されたBlu-rayが同梱されている初回限定盤A、CDに加え、「解放」のミュージック・ビデオと「ヒット祈願！特別ロケ企画」が収録されたBlu-rayが同梱されている初回限定盤B、CDのみの通常盤の3形態でリリースされた。

## 批評
| 専門評論家によるレビュー | 専門評論家によるレビュー |
| レビュー・スコア         | レビュー・スコア         |
| 出典                     | 評価                     |
| ------------------------ | ------------------------ |
| CDジャーナル             | 肯定的                   |

CDジャーナルは、「さまざまなジャンルの楽曲に、彼女自身のリアルな想いが込められている」と称賛した。

## チャート成績
オリコンチャートの週間アルバムランキングにおいて、推定5,873枚を売り上げ週間9位にチャートインした。
Billboard JapanのTop Albums Salesにおいて、推定5,502枚を売り上げ週間9位、Hot Albumsでは週間11位にそれぞれチャートインした。

## ライヴ
本作を引っ提げたライヴ「青山なぎさ 1st LIVE 『KAIHOU』」が2024年11月に行われた。日程は、以下の通り。
| 日程          | 都道府県 | 会場    | 備考    |
| ------------- | -------- | ------- | ------- |
| 2024年11月4日 | 東京都   | 豊洲PIT | 計2公演 |

## 収録曲
| 全作詞: 青山なぎさ。 |                     |            |                    |                    |      |
| #                    | タイトル            | 作詞       | 作曲               | 編曲               | 時間 |
| 1.                   | 「解放」            | 青山なぎさ | 小幡康裕           | 小幡康裕           | 3:54 |
| 2.                   | 「ホントの気持ち」  | 青山なぎさ | sakuma., Hoffnung  | Hoffnung           | 4:16 |
| 3.                   | 「ステップ」        | 青山なぎさ | 永塚健登           | 永塚健登           | 3:39 |
| 4.                   | 「Addicted to you」 | 青山なぎさ | フワリ             | フワリ             | 2:12 |
| 5.                   | 「シャドウ」        | 青山なぎさ | NoeL, 中井南, 万丈 | NoeL, 中井南, 万丈 | 3:20 |
| 6.                   | 「そよ風」          | 青山なぎさ | 佐野仁美           | 佐野仁美           | 4:02 |
| 7.                   | 「wake up」         | 青山なぎさ | フワリ             | フワリ             | 2:23 |
| 8.                   | 「幸せ」            | 青山なぎさ | 小幡康裕 あんにゅ  | 小幡康裕           | 3:45 |
| 9.                   | 「Voice」           | 青山なぎさ | after all          | after all          | 3:38 |
| 10.                  | 「キミと」          | 青山なぎさ | フワリ             | フワリ             | 3:23 |
| 合計時間:            | 合計時間:           | 合計時間:  | 合計時間:          | 34:32              |      |

| #  | タイトル                | 作詞 | 作曲・編曲 |
| -- | ----------------------- | ---- | ---------- |
| 1. | 「解放」(MUSIC VIDEO)   |      |            |
| 2. | 「DOCUMENTARY of 解放」 |      |            |

| #  | タイトル                     | 作詞 | 作曲・編曲 |
| -- | ---------------------------- | ---- | ---------- |
| 1. | 「解放」(MUSIC VIDEO)        |      |            |
| 2. | 「ヒット祈願！特別ロケ企画」 |      |            |

## 参加ミュージシャン
| 解放 - Guitar : 木原良輔 - Wood Bass : 鳥越啓介 - Drums : 今井義頼 - Trumpet : 吉澤達彦 - Trombone : 鹿討奏 - Tenor Sax : 鈴木圭 - All Other Instruments & Programming : 小幡康裕 ホントの気持ち - Electric Guitar : 清水“カルロス”宥人 - Acoustic Guitar : 花形真喜 - Piano and All Other Instruments : Hoffnung ステップ - All Programming & Guitar, Bass : 永塚健登 Addicted to you - Guitar : たいちょう - Bass : 平松了 - All Other Instruments & Programming : フワリ シャドウ - All Programming & Guitar, Bass : NoeL, 中井南, 万丈 | そよ風 - Piano : 半田彬倫 wake up - Guitar : たいちょう - Bass : 平松了 - All Other Instruments & Programming : フワリ 幸せ - All Other Instruments & Programming : 小幡康裕 Voice - All Other Instruments & Programming : after all キミと - Guitar : たいちょう - Bass : 平松了 - All Other Instruments & Programming : フワリ |

## チャート
| チャート                                | 最高 順位 | 出典  |
| --------------------------------------- | --------- | ----- |
| 日本・オリコン 週間CDアルバムランキング | 9         | [ 1 ] |
| Billboard Japan Top Albums Sales        | 9         | [ 2 ] |
| Billboard Japan Hot Albums              | 11        | [ 3 ] |

## リリース日一覧
| 地域 | 日付           | 規格                                  | 規格品番  | レーベル       | 形態        |
| ---- | -------------- | ------------------------------------- | --------- | -------------- | ----------- |
| 世界 | 2024年10月16日 | デジタル・ダウンロード ストリーミング | N/A       | Launch Vehicle | N/A         |
| 日本 | 2024年10月16日 | CD+Blu-ray                            | LVNA-1001 | Launch Vehicle | 初回限定盤A |
| 日本 | 2024年10月16日 | CD+Blu-ray                            | LVNA-1002 | Launch Vehicle | 初回限定盤B |
| 日本 | 2024年10月16日 | CD                                    | LVNA-1003 | Launch Vehicle | 通常盤      |

## タイアップ
| # | 曲名     | タイアップ                                          | 出典   |
| - | -------- | --------------------------------------------------- | ------ |
| 1 | 「解放」 | BS11『アニゲー☆イレブン！』10月度エンディングテーマ | [ 23 ] |